# Ozarba semitorrida
Ozarba semitorrida là một loài bướm đêm trong họ Noctuidae.